# Serenade

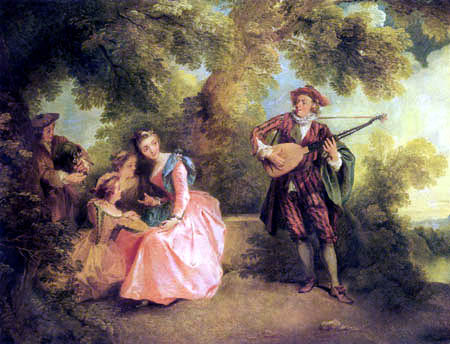
Gemälde Die Serenade von Nicolas Lancret aus dem Jahre 1740

Spanische Serenade von Carl Spitzweg (1808–1885)

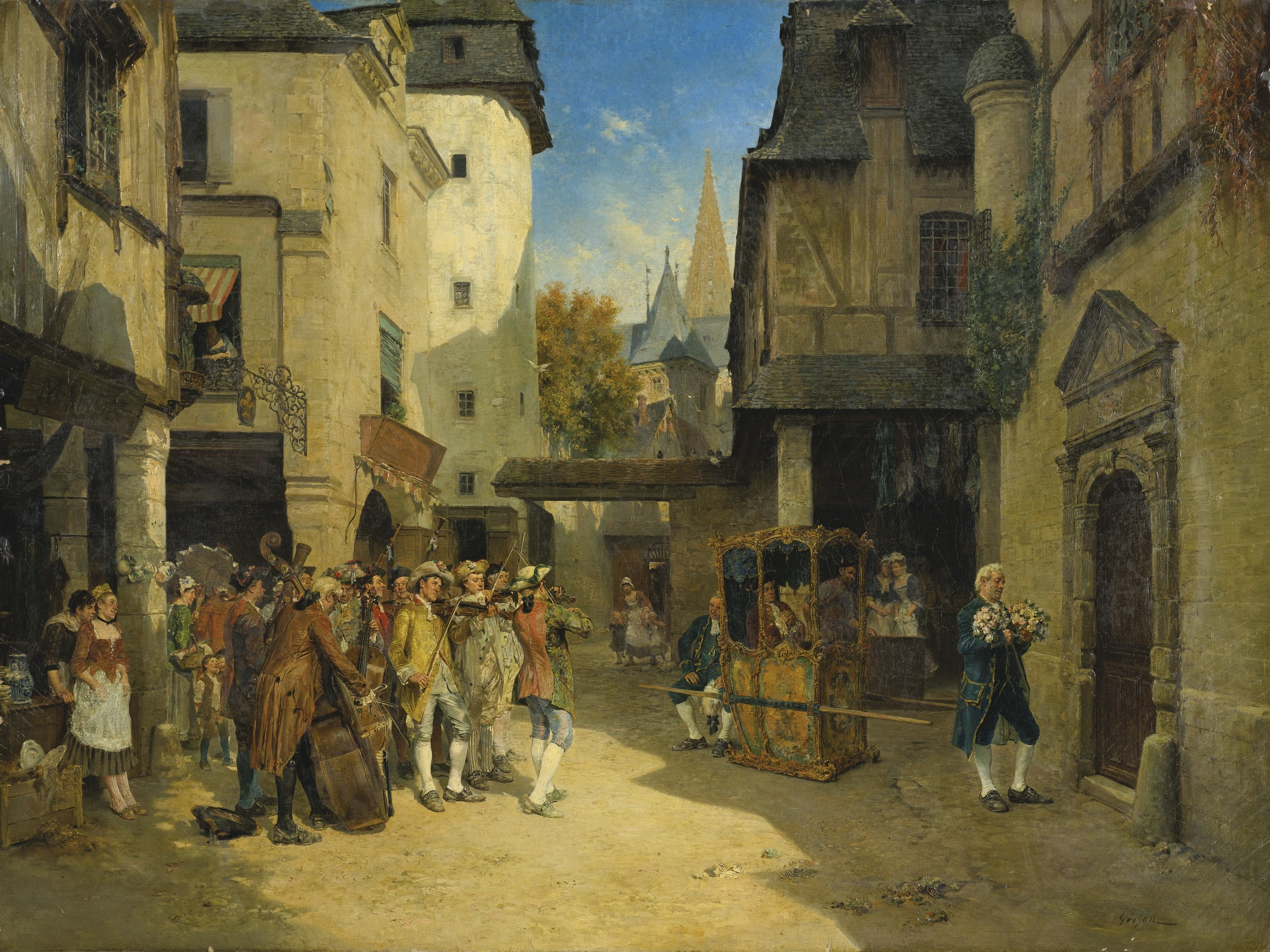
Die Serenade von François-Adolphe Grison (1845–1914)

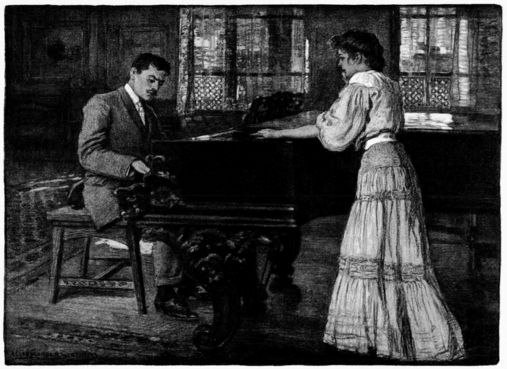
Serenade

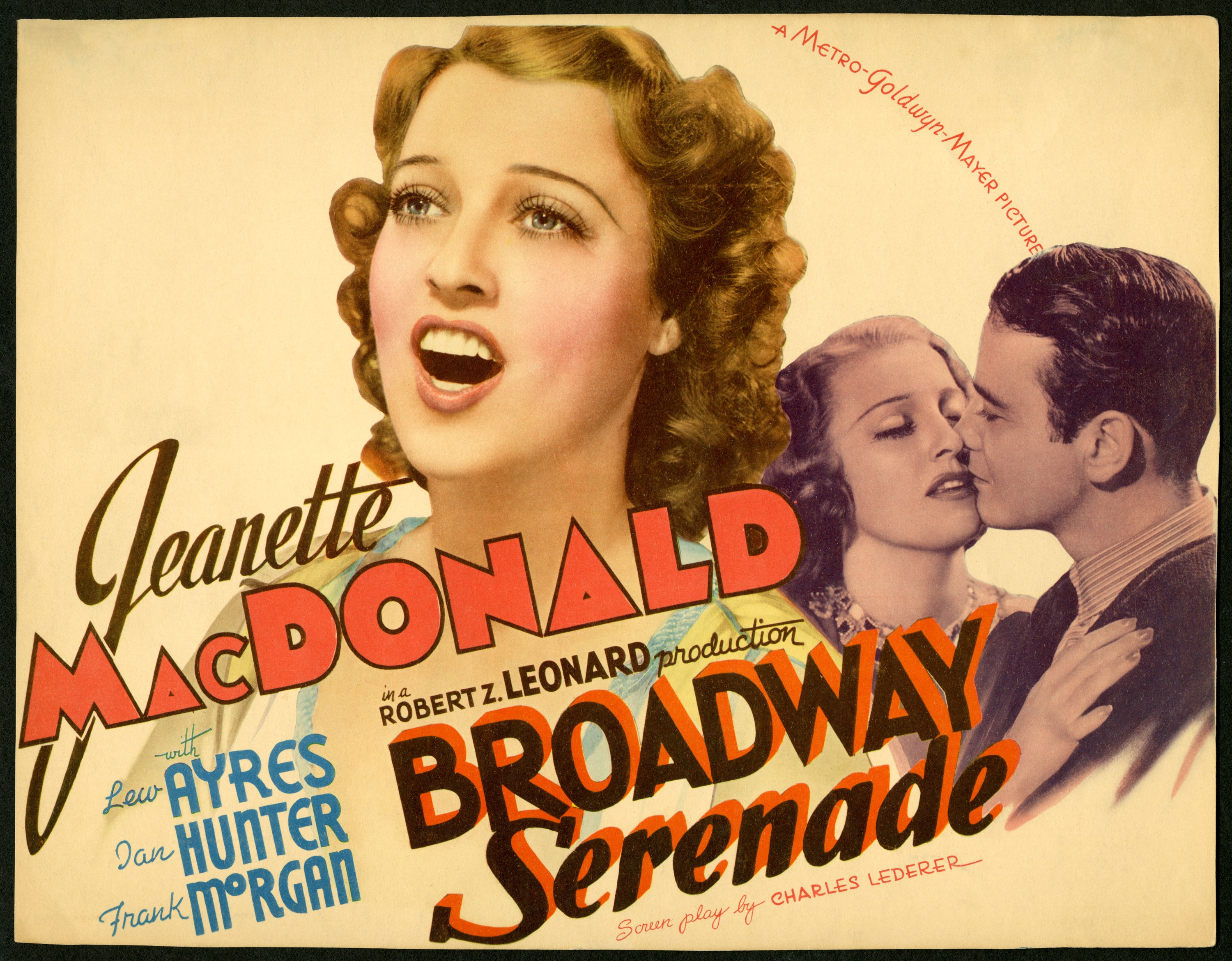
Plakat aus dem Jahre 1939

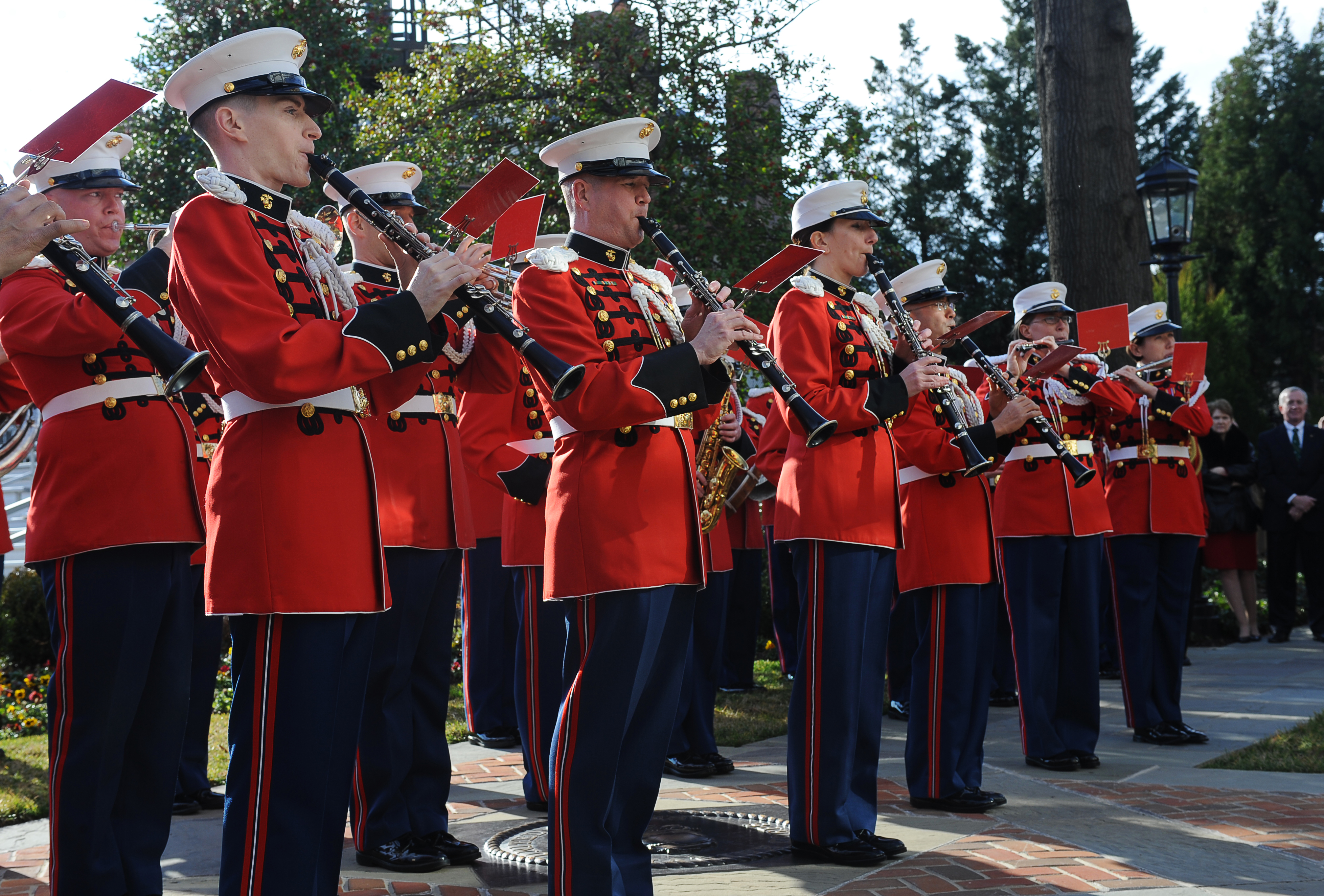
Serenade in der Militärmusik mit der U.S. Marine Band

Die Serenade (von italienisch serenata, von serenare, zu lateinisch serenus „hell, heiter“; vgl. italienisch sereno „heiter“, al sereno „unter heiterem Himmel, im Freien“) ist ein abendliches Ständchen oder eine Abendmusik in freier Form, gewöhnlich aufgeführt als Freiluftmusik, mit unterhaltsamem Charakter. (Der Begriff lässt sich ab dem 15. Jahrhundert als serenata nachweisen). Unabhängig vom Aufführungsmodus versteht man seit der Wiener Klassik unter Serenade auch ein suitenartiges Instrumentalstück mit einer größeren Anzahl von Sätzen, wobei die Bezeichnung Serenade nur im Hinblick auf die kompositorische Idee der Darbietung einer Abendmusik benutzt wird.
Im Gegensatz dazu bezeichnet die Aubade ein Morgenständchen.

## Entwicklung
Die frühen Serenaden der Klassik (u. a. von Haydn, Mozart und Salieri) führten einige Blasinstrumente ein (Oboen, Fagotte, Hörner, Klarinetten), wie das für eine Musik im Freien passend ist. Mit dem Einzug der Serenade in den Konzertsaal – was bereits bei Mozart zu finden ist – kamen mehr und mehr Streichinstrumente dazu, um ein orchestraleres Klangbild zu erzeugen.
Beethoven schrieb zwei Serenaden für Kammerbesetzung, Op. 8 für (Violine, Bratsche und Violoncello), sowie Op. 25 für Flöte, Violine und Bratsche, den Serenaden zuzurechnen ist ferner das Trio Op. 87 für zwei Oboen und Englischhorn.
Charakteristisch für frühere Serenaden war außerdem, dass alle Instrumente konzertierend eingesetzt wurden, d. h., es wurde ein Gleichgewicht aller beteiligten Instrumente angestrebt; auch dieses Merkmal findet man bei Serenaden ab der Klassik bzw. Romantik nicht mehr.
Serenaden für reine Bläserbesetzung komponierten ferner:
- Antonín Dvořák (Op. 44)
- Joseph Haydn
- Franz Krommer
- Wolfgang Amadeus Mozart (u. a. Nacht Musique c-Moll KV 388, Gran Partita KV 361, KV 375)
- Anton Reicha
- Antonio Salieri (u. a. Armonia per un tempio della notte Es-Dur)
- Richard Strauss (Serenade Es-Dur op. 7)

Bekannte Streicherserenaden schrieben unter anderem:
- Ludwig van Beethoven (Serenade für Flöte, Violine und Bratsche)
- Max Bruch (Serenade nach schwedischen Melodien Op. posth.)
- Antonín Dvořák (Op. 22)
- Edward Elgar (Op. 20)
- Robert Fuchs (Opp. 9, 14, 21, 51)
- Wolfgang Amadeus Mozart (Eine kleine Nachtmusik KV 525)
- Josef Suk (Op. 6)
- Ferdinand Heinrich Thieriot (Op. 44)
- Pjotr Iljitsch Tschaikowski (Op. 48)
- Robert Volkmann (Opp. 62, 63 und 69)

Serenaden für volles Orchester:
- Johannes Brahms (Nr. 1 D-Dur op. 11 und Nr. 2 A-Dur op. 16)
- Walter Braunfels (Op. 20)
- Felix Draeseke (Op. 49)
- Robert Fuchs (Op. 53)
- W.A. Mozart (Serenade Nr. 6 D-Dur Serenata notturna KV 239, Haffnerserenade KV 250, Posthornserenade KV 320)
- Max Reger (Op. 95)
- Ethel Smyth
- Wilhelm Stenhammar (Op. 31)
- Ronald Binge (Elisabethserenade)

Nur zwei typische Eigenschaften blieben bis heute von der früheren Serenade erhalten: dass sie (meist, aber nicht immer) mehr Sätze hat als die Sonate und dass diese Sätze hinsichtlich ihrer Durchführung minimalistischer sind – also im ganzen leichter und freier gehalten sind als in der Sinfonie und Suite. Gewöhnlich hat die Serenade mehrere menuettartige Sätze und als Kern einen oder zwei langsame Sätze. Anfang und Schluss hatten ursprünglich die Satzform des Marsches.